# Louis Gazaigne
Louis Gazaigne (* 16. Juni 1880 in Toulouse; † 10. Mai 1962 in Paris) war ein französischer Schwimmer.

## Karriere
Gazaigne nahm 1900 an den Olympischen Spielen in Paris teil. Im Mannschaftswettbewerb über 200 m wurde er mit den Schwimmern von Libellule de Paris Vierter.